# Lieja-Bastoña-Lieja 1998
La Lieja-Bastoña-Lieja 1998 fue la 84.ª edición de la clásica ciclista. La carrera se disputó el 19 de abril de 1998, sobre un recorrido de 265,5 km, y era la cuarta Prueba de la Copa del Mundo de Ciclismo de 1998. El italiano Michele Bartoli (Asics-CGA) fue el ganador por delante del francés Laurent Jalabert (ONCE) y el también italiano Rodolfo Massi (Casino),

## Equipo participantes
| N. | Código | Equipo                         |
| -- | ------ | ------------------------------ |
|    | ASI    | Asics-CGA                      |
|    | BAL    | Ballan                         |
|    | BAN    | Banesto                        |
|    | C.A    | Credit Agricol                 |
|    | COF    | Cofidis                        |
|    | CSO    | Casino-Ag2r                    |
|    | CTA    | Cantina Tollo-Alexia Alluminio |
|    | FDJ    | Française des Jeux             |
|    | FES    | Festina-Lotus                  |
|    | GAN    | Gan                            |
|    | KEL    | Kelme-Costa Blanca             |
|    | LOT    | Lotto-Mobistar                 |

| N. | Código | Equipo                    |
| -- | ------ | ------------------------- |
|    | MAP    | Mapei-Bricobi             |
|    | MER    | Mercatone Uno-Bianchi     |
|    | ONC    | ONCE-Deutsche Bank        |
|    | PLT    | Team Polti                |
|    | RAB    | Rabobank                  |
|    | RIS    | Riso Scotti-MG Maglificio |
|    | SAE    | Saeco-Cannondale          |
|    | SCR    | Scrigno-Gaerne            |
|    | TEL    | Team Deutsche Telekom     |
|    | TVM    | TVM-Farm Frites           |
|    | USP    | US Postal Service         |
|    | VIT    | Vitalicio Seguros         |

## Clasificación final
| Posición | Corredor             | Equipo        | Tiempo   |
| -------- | -------------------- | ------------- | -------- |
| 1        | Michele Bartoli      | Asics         | 6h37'29" |
| 2        | Laurent Jalabert     | ONCE          | a 1'21"  |
| 3        | Rodolfo Massi        | Casino-Ag2r   | s.t.     |
| 4        | Francesco Casagrande | Cofidis       | s.t.     |
| 5        | Michael Boogerd      | Rabobank      | s.t.     |
| 6        | Frank Vandenbroucke  | Mapei-Bricobi | a 1'35"  |
| 7        | Andrea Peron         | Mapei-Bricobi | a 1'44"  |
| 8        | Mauro Gianetti       | F. des Jeux   | a 1'47"  |
| 9        | Maarten den Bakker   | Rabobank      | s.t.     |
| 10       | Laurent Dufaux       | Festina-Lotus | a 2'04"  |